# Ernst von Hippel
Ernst Arthur Franz von Hippel (* 28. September 1895 in Straßburg; † 26. September 1984 in Perscheid) war ein deutscher Rechtswissenschaftler und Rechtsphilosoph.

## Leben
Ernst von Hippel war Sohn des Juristen Robert von Hippel sowie älterer Bruder von Fritz von Hippel und von Arthur Robert von Hippel. Die ersten Jahre beschreibt er später als bürgerlich und konservativ, aber genauso apolitisch, liberal und patriotisch in Einem. Nach eigener Aussage von 1975 war er in der Wandervogelbewegung aktiv gewesen und hatte jüdische Freunde gehabt.
Nach dem Abitur und der, ebenso wie sein Vater, freiwilligen Teilnahme am Ersten Weltkrieg widmete er sich einem Studium der Rechtswissenschaften an den Universitäten Köln und Göttingen, das er 1920 in Göttingen mit der Promotion bei Paul Schoen abschloss.
In der Folge begann Ernst von Hippel seine akademische Laufbahn als Assistent an der Universität Berlin, bevor er in derselben Funktion zu Gerhard Anschütz an die Universität Heidelberg wechselte, wo er sich 1924 für Öffentliches Recht und Rechtsphilosophie habilitierte und zum außerordentlichen Professor ernannt wurde. 1929 folgte er einem Ruf auf den Lehrstuhl für Öffentliches Recht, Völkerrecht sowie Rechts- und Staatsphilosophie an die Universität Rostock. Bereits im selben Jahr wurde er als Ordinarius für Staatsrecht, Verwaltungsrecht, Kirchenrecht, Allgemeine Rechtslehre und Staatsphilosophie nach Königsberg berufen. In dieser Zeit wird er zu einem starken Kritiker des Vertrages von Versailles. Hippel war Mitglied der Kameradschaftlichen Vereinigung der Offiziere des Reserve-Feld-Artillerieregiments I und des Deutschen Reichskriegerbundes Kyffhäuser und wurde nach eigenen Angaben dadurch in die SA-Reserve II eingegliedert, SA Mitglied war er jedoch zuvor nicht.
Im Jahr 1930 trat er aus der evangelischen Kirche aus, nach familiärer Überlieferung wegen des Verhaltens der deutschen Christen, und in die Christengemeinschaft Rudolf Steiners ein. Im Jahr 1933 publizierte er, dass seine Rolle sei dem „Aufbau des neuen Staates zu dienen“.
Hippel war Anthroposoph, der im NS-Staat die „Betonung des Willens, des Volksgeistes, des Mythos, der Rasse“ und „die Entfernung der Juden von der Universität“ als bedeutenden Schritt begrüßte, um den Materialismus zu überwinden. Beeinflusst durch den Rechtswissenschaftler, Mystiker und vormaligen Anthroposophen Valentin Tomberg trat er nach 1945 in die Römisch-katholische Kirche über.
1940 wechselte er auf den Lehrstuhl für Öffentliches Recht, Völkerrecht sowie Rechts- und Staatsphilosophie an die Universität Köln, den er bis zu seiner Emeritierung innehatte. Der Umstand, dass von Hippel nicht konfessionell gebunden war, führte dazu, dass bei den Verhandlungen über seine Ruferteilung in Köln der Rektor der Universität Königsberg ihm bescheinigte, dass er politisch ungefährlich sei. Von 1942 bis 1945 amtierte er als Dekan der Rechtswissenschaftlichen Fakultät. Nach 1945 wurde er als dem Nationalsozialismus nicht nahestehend eingestuft. Jedoch bevor er selbst so eingestuft worden war, war er bereits Mitglied der Kommission der juristischen Fakultät Kölns, die für die britische Militärregierung bzw. für den Entnazifizierungsausschuss Gutachten erstellte. Anfang der 1950er Jahre trat Helmut Rehborn an ihn heran, eine Loseblattsammlung für die Gesetze NRWs herauszugeben, wobei Rehborn die Hauptarbeit machen würde und von Hippel seinen Namen geben sollte. Diesem Vorschlag stimmte er zu, womit Mitherausgeber der Sammlung der Gesetze des Landes Nordrhein-Westfalen wurde, wobei von Hippel gegenüber dem Verlag durchsetzte, dass Rehborn den Hauptteil der Einnahmen erhalten und gleichberechtigt auf dem Deckblatt erscheinen sollte, obwohl dieser zu dieser Zeit nur Rechtsreferendar war. Im Zuge von Umbenennungen im Jahr 2022 wurde der Name von Hippels gestrichen.
Hippel verstarb zwei Tage vor Vollendung seines 89. Lebensjahres in Perscheid.

## Charakterisierung seines Wirkens im Nationalsozialismus
Bei seiner Trauerfeier beschrieb der Dekan der juristischen Fakultät in Köln, Günter Kohlmann, ihn als „unbeirrbaren Gegner des Nationalsozialismus“ und spricht davon, dass von Hippel seinen Studenten abgeraten hätte, in die NSDAP einzutreten. Auch eine aus dem Jahr 1975 stammende Charakterisierung durch den Nachfolger von Hippels, Martin Kriele, spricht gegen eine den Nationalsozialismus bejahende Persönlichkeit von Hippels.
Von Hippel versteckte in den Endtagen des Krieges auch seinen Kollegen Hans Carl Nipperdey in seinem Haus in Bonn, der in den Endtagen des Krieges aufgrund einer jüdischen Großmutter Verfolgung befürchtete, jedoch merkt die Juristin Paas an, dass dieses Verstecken wohl keine Lebensgefahr für von Hippel bedeuten würde, gehörte Nipperdey trotzdem zu den führenden Rechtswissenschafter des Nationalsozialismus. In ihrer Analyse von von Hippels Wirken merkt sie aufgrund dieses Vorfalles und der Emigrierung seines Bruders aufgrund dessen Fraus an, dass von Hippel die antisemitische Haltung des NS-Regimes kannte und zumindest sofern Bekannte und Freunde betroffen waren, eine Distanz dazu ausübte.
Von Hippel war, im Gegensatz zu seinen Kollegen, nicht in der NSDAP, im NS-Rechtswahrerbund oder dem Reichsdozentenbund und arbeitete auch an keinen Gesetzesüberarbeitungen in den Ministerien oder beteiligte sich an der Kieler Schule oder der Akademie für Deutsches Recht. Er hielt in der Zeit des Nationalsozialismus Vorlesungen, die nach seiner eigenen späteren Einschätzung durchaus nationalsozialistische Inhalte vermitteln könnten, es ist jedoch unklar, ob von Hippel diese Inhalte tatsächlich präsentierte. Auch seine Mitgliedschaft in der Christengemeinschaft bewertet Paas ambivalent, so standen viele Anthroposophen dem NS nahe, jedoch ging das Regime auch gegen Teile der Bewegung vor.
In einer Gesamtschau beschreibt Paas, dass man von Hippel keine aktive Rolle im Nationalsozialismus nachsagen könnte, jedoch er sich in seinen Texten aus dem Beginn der 30er Jahre antisemitisch äußert und die Arisierung der Universitäten rechtfertigt. Jedoch sei seine Ablehnung keinem völkischen Denken entsprungen, so soll von Hippel ihrer Ansicht von „Volkscharakteren“, „nicht erkennbar von Rassen“ ausgegangen sein. Seine späteren Schriften seien jedoch in andere Richtungen gegangen, so könnte man eine Schrift womöglich als getarnte Widerstandsschrift interpretieren.
Im Vorwort ihres Textes merkt Paas an, dass es über das Wirken von Ernst von Hippel kaum wissenschaftliche Aufarbeitungen gibt.

## Schriften
- Untersuchungen zum Problem des fehlerhaften Staatsakts: Beiträge zur Methode einer teleologischen Rechtsauslegung. 1924.
- Einführung in die Rechtstheorie. Junker & Dünnhaupt, Berlin 1932.
- Die Krise des Rechtsgedankens. Niemeyer, Halle 1933.
- Mensch und Gemeinschaft: Die Stufen des politischen Bewußtseins und die Aufgaben der Gegenwart. Quelle & Meyer, Leipzig 1935.
- Der Bolschewismus und seine Überwindung. Ullrich, Breslau 1937.
- Bacon und das Staatsdenken des Materialismus. Niemeyer, Halle 1939.
- Bacon und Goethe als Staatsdenker. Novalis-Verlag, Freiburg im Breisgau 1941.
- Gewaltenteilung im modernen Staat. Historisch-Politischer-Verlag, Koblenz 1948.
- Die Krise des Staatsgedankens und die Grenzen der Staatsgewalt. Metzler, Stuttgart 1950.
- Geschichte der Staatsphilosophie in Hauptkapiteln. 2 Bände. A. Hain, Meisenheim am Glan 1955–1957.
- Der Rechtsgedanke in der Geschichte. Schwann, Düsseldorf 1955.
- Mechanisches und moralisches Rechtsdenken. A. Hain, Meisenheim am Glan 1959.
- Allgemeine Staatslehre. F. Vahlen, Berlin, Frankfurt am Main 1963.
- Das Kreuz der Wahrheit und die Rechtswissenschaft. A. Hain, Meisenheim am Glan 1973.